# يلفيسنوس
يلفيسنوس (باليونانية: Ελαφόνησος)‏ هي جزيرة يونانية صغيرة بين البيلوبونيز وكيثيرا . تقع قبالة ساحل كيب ماليس وفاتيكا. مساحة الجزيرة 19 كيلومتر مربع (7 ميل2) .

## نظرة عامة

خريطة Elafonisos.

يتراوح عدد سكان الجزيرة بين 300 و 350 شخص خلال فصل الشتاء لكنه يزداد بشكل كبير في أشهر الصيف. خلال شهري يوليو وأغسطس قد يصل عدد السياح إلى أكثر من 3000 زائر يوميًا (يحضرون معهم حوالي 1600 سيارة). يزور الكثير من الناس الجزيرة لشواطئها الرملية الفاتحة اللون. من بين أكثر شواطئها شهرة ساركينيكو وفراغوس (سيموس) وباناجياس نيسيا.
يلفيسنوس هي أكبر جزيرة مأهولة في أرخبيل بيلوبونيس والوحيدة التي هي بلدية منفصلة. هناك أيضًا اكتشافات اثرية في الجزيرة وفي المياه المحيطة بها. الكنيسة الرئيسية في الجزيرة هي كنيسة القديس اسبيريدون (اليونانية: Άγιος Σπυρίδων) التي بنيت على قطعة صغيرة منفصلة من الأرض متصلة بواسطة جسر فوق المياه الضحلة إلى بقية الجزيرة. تشمل مساحة أراضي 3 كيلومتر مربع (1 ميل2) وتقع بشكل رئيسي على شاطئ بونتا الشهير.
وحوالي 6.5 كيلومتر (4.0 ميل) تقع مدينة نيبولي فويون (لاكونيا) (باليونانية: Νεάπολη) في الشرق من بلدية فاتيكا .

## السكان التاريخية
| عام  | سكان الجزيرة | سكان البلدية |
| ---- | ------------ | ------------ |
| 1981 | 611          | -            |
| 1991 | 653          | 725          |
| 2001 | 625          | 745          |
| 2011 | 816          | 1041         |

## التاريخ
في العصور القديمة لم تكن يلفيسنوس جزيرة بل كانت شبه جزيرة تحمل اسم «أونو جناثوس» (اليونانية: Όνου Γνάθος) (ومعنى الاسم عظم فك القرد) وفقًا لبوزانياس(جغرافي) . وقبالة ساحل يلفيسنوس يقع الموقع الأثري في بافلوبتري وهي مدينة غارقة يعود تاريخها إلى أوائل الألفية الثالثة قبل الميلاد ويعتقد أن ارتفاع منسوب البحر قد اغرق المدينة حوالي 1000 قبل الميلاد.